# Chilobrachys sericeus
Chilobrachys sericeus är en spindelart som först beskrevs av Tamerlan Thorell 1895. Chilobrachys sericeus ingår i släktet Chilobrachys och familjen fågelspindlar.
Artens utbredningsområde är Myanmar. Inga underarter finns listade i Catalogue of Life.